# Supercopa Brasileira de Voleibol de 2016
A Supercopa Brasileira de Voleibol de 2016 foi a segunda edição desta competição organizada pela Confederação Brasileira de Voleibol. Participaram do torneio duas equipes em ambas variantes, os campeões da Superliga e da Copa Brasil.

## Sistema de disputa
O Campeonato foi disputado em um jogo único.

## Equipes participantes
Equipes que disputaram a Supercopa de Voleibol de 2016:

### Masculino
| Equipe            | Cidade   | Qualificação                      | Última participação |
| ----------------- | -------- | --------------------------------- | ------------------- |
| ASE Sada Cruzeiro | Contagem | Campeão da Superliga 2015–16      | 2015 (Campeão)      |
| BVC Campinas      | Campinas | Vice-Campeão da Copa Brasil 2016* | Estreante           |

- OBS: O Campinas se classificou para a Supercopa por ser Vice-Campeão tanto da Superliga, quanto da Copa Brasil, o Cruzeiro venceu as duas competições.

### Feminino
| Equipe            | Cidade         | Qualificação                      | Última participação |
| ----------------- | -------------- | --------------------------------- | ------------------- |
| Rio de Janeiro VC | Rio de Janeiro | Campeão da Superliga 2015–16      | 2015 (Campeão)      |
| Praia Clube       | Uberlândia     | Vice-Campeão da Copa Brasil 2016* | Estreante           |

- OBS: O Praia Clube se classificou para a Supercopa por ser Vice-Campeão tanto da Superliga, quanto da Copa Brasil, o Rio de Janeiro venceu as duas competições.

## Resultados

### Masculino
| 29 de outubro de 2016 Relatório | Sada Cruzeiro Vôlei | 3 — 1                   | Vôlei Renata | Ginásio do CFO, Fortaleza |
| 29 de outubro de 2016 Relatório | 18 25               | Set 1 Set 2 Set 3 Set 4 | 25 18 21 20  | Ginásio do CFO, Fortaleza |

### Feminino
| 7 de outubro de 2016 Relatório | Dentil Praia Clube | 1 — 3                   | Rexona Ades Rio | Arena Praia, Uberlândia |
| 7 de outubro de 2016 Relatório | 12 19 27 20        | Set 1 Set 2 Set 3 Set 4 | 25              | Arena Praia, Uberlândia |

## Premiações
| Supercopa Masculina de 2016           |
| Minas Gerais                          |
| ------------------------------------- |
| ASE Sada Cruzeiro Campeão (2º título) |

| Supercopa Feminina de 2016            |
| Rio de Janeiro                        |
| ------------------------------------- |
| Rio de Janeiro VC Campeão (2º título) |